# Food of Love (film, 2002)
Pour les articles homonymes, voir Food of Love.
Food of Love est un film germano-espagnol réalisé par Ventura Pons et sorti en 2002.

## Fiche technique
- Réalisation : Ventura Pons
- Scénario : Ventura Pons d'après un roman de David Leavitt
- Production :  42nd Street Productions S.L., Els Films de la Rambla S.A., FFP Media Entertainment
- Photographie : Mario Montero
- Musique : Carles Cases
- Montage : Pere Abadal
- Durée : 112 minutes
- Dates de sortie: 
  - Espagne : 1er février 2002
  - France : 4 décembre 2002
  - Allemagne : 23 juillet 2003

## Distribution
- Kevin Bishop : Paul
- Paul Rhys : Richard
- Juliet Stevenson : Pamela
- Allan Corduner : Joseph
- Craig Hill : Izzy
- Leslie Charles : Tushi
- Pamela Field : Diane
- Naim Thomas : Teddy
- Geraldine McEwan : Novotna

## Distinctions
- Meilleure musique pour Carles Cases au Festival du film de Barcelone[1]